# Gene Vincent
Gene Vincent (Norfolk, 1935. február 11. – Newhall, 1971. október 12.) amerikai énekes, dalszerző és gitáros, a rock 'n' roll egyik legnagyobb hatású úttörője, a rockzene első aranykorának meghatározó személyisége.

## Élete
Olasz származású. Gyermekkorában már játszott hangszereken, ezért a szülei zeneiskolába íratták be fiukat. Saját zenekarát, a Blue Capset 1955-ben hozta létre. Gene Vincent a '70-es évek elején alkoholistává vált, már a negyedik felesége hagyta el.
 Eredeti hivatása szerint matróz volt az Egyesült Államok Haditengerészeténél. Két közlekedési balesetben is súlyos sérüléseket szenvedett, melyek életét és pályafutását erősen befolyásolták, végül korai halálát is okozták. Legnagyobb slágere, a Be-Bop-A-Lula, a rock és a rockabilly alapműve. Az outsider, lázadó rocker prototípusaként Vincent sikereit elsősorban extravagáns, energikus koncertjeivel aratta. Ő honosította meg a rockkultúrában a fekete bőrkabátot és a destruktív színpadi viselkedést. Az ötvenes évek végén Európába költözött, ahol (különösen Nagy-Britanniában és Franciaországban) élete végéig népszerű előadó maradt. Alapvető hatást gyakorolt a brit rock kialakulására és fejlődésére. Olyan zenészeket inspirált, mint John Lennon és Paul McCartney, Roger Daltrey, Robert Plant, illetve Alice Cooper és Jim Morrison.

1971-ben hunyt el belső vérzés és szívelégtelenség következtében.

## Díjak
- Rockabilly Hall of Fame
- Hollywood Walk of Fame